# Venus' smilehuller
Venus' smilehuller er det uformelle navn på nogle mindre fordybninger nederst på en kvindes ryg kaldet lumbal columna, som nogle mennesker giver æstetisk og erotisk værdi; de er opkaldt efter gudinden Venus.
 Der er for få eller ingen kildehenvisninger i denne artikel, hvilket er et problem. Du kan hjælpe ved at angive troværdige kilder til de påstande, som fremføres i artiklen.